# North Bend (Ohio)
North Bend és una vila dels Estats Units a l'estat d'Ohio. Segons el cens del 2000 tenia 603 habitants.

## Demografia
Segons el cens del 2000, North Bend tenia 603 habitants, 253 habitatges, i 182 famílies. La densitat de població era de 215,6 habitants/km².
Dels 253 habitatges en un 28,1% hi vivien nens de menys de 18 anys, en un 58,1% hi vivien parelles casades, en un 8,7% dones solteres, i en un 27,7% no eren unitats familiars. En el 24,1% dels habitatges hi vivien persones soles l'11,9% de les quals corresponia a persones de 65 anys o més que vivien soles. El nombre mitjà de persones vivint en cada habitatge era de 2,38 i el nombre mitjà de persones que vivien en cada família era de 2,8.
Per edats la població es repartia de la següent manera: un 22,2% tenia menys de 18 anys, un 7,3% entre 18 i 24, un 23,4% entre 25 i 44, un 31,2% de 45 a 60 i un 15,9% 65 anys o més.
L'edat mediana era de 43 anys. Per cada 100 dones de 18 o més anys hi havia 92,2 homes.
La renda mediana per habitatge era de 51.979 $ i la renda mediana per família de 60.833 $. Els homes tenien una renda mediana de 45.000 $ mentre que les dones 26.563 $. La renda per capita de la població era de 28.792 $. Aproximadament el 4,9% de les famílies i el 6,5% de la població estaven per davall del llindar de pobresa.

## Poblacions properes
El següent diagrama mostra les poblacions més properes.